# Marș triumfal
"Marș triumfal" (en català Marxa triomfal), o "Marș triumfal și primirea steagului și a Măriei Sale Prințul Domnitor" (en català Marxa triomfal i recepció de la bandera i el seu excel·lent príncep governant), va ser el primer himne de Romania.
És una peça sense lletra composta per Eduard Hübsch. El 1861 es va organitzar un concurs per decidir l'himne nacional del país amb un premi de 100 monedes d'or. Hübsch va ser el guanyador, i la marxa es va adoptar oficialment el 22 de gener de 1862.
La Marxa triomfal és essencialment la mateixa cançó que "Trăiască Regele", escrita per Vasile Alecsandri, que més tard va ser l'himne de Romania entre 1884 i 1948.
El "Marș triumfal" l'utilitza ara l'exèrcit romanès per a cerimònies o per rebre persones estrangeres d'alt rang, i es coneix amb el nom de "Marș de întâmpinare al Armatei României" (en català Marxa de benvinguda de l'exèrcit romanès).